# Namco
A Namco Limited (株式会社ナムコ, Kabushiki gaisha Namuko) foi uma desenvolvedora e publicadora japonesa de jogos eletrônicos sediada em Tóquio. Foi fundada em junho de 1955 por Masaya Nakamura com o nome de Nakamura Seisakusho, iniciando suas operações como produtora de brinquedos à fichas destinados a lojas de departamento. Pelas décadas seguintes gozou de sucesso em seu ramo, sendo renomeada Nakamura Manufacturing em 1959 e começando a usar o acrônimo "Namco" em 1971. Ela comprou a divisão japonesa da Atari em 1974 e passou a publicar seus jogos no Japão.
A aquisição da Atari inspirou a Namco a começar a desenvolver seus próprios jogos eletrônicos, começando por Gee Bee para os arcades em 1978. Seu primeiro sucesso foi Galaxian no ano seguinte, seguido por Pac-Man em 1980. Pelas décadas seguintes, a Namco estabeleceu-se como uma das principais desenvolvedoras e publicadoras do mundo, também formando parcerias com empresas como Nintendo, Sega e Sony. Ela se fundiu com a Bandai em setembro de 2005 a fim de formar a Bandai Namco Holdings, operando como subsidiária até março de 2006, quando foi absorvida pela Namco Bandai Games.
A Namco no decorrer de sua história desenvolveu e publicou várias franquias bem-sucedidas, incluindo Pac-Man, Tekken, Ace Combat, Dig Dug, Soulcalibur, Xevious, Ridge Racer e Tales, tendo sido uma das mais prolíficas empresas de jogos eletrônicos. Além disso, ela operou vários centros de arcades e parques temáticos, também participando da produção de filmes, brinquedos e até mesmo dispositivos de audição. Vários dos títulos publicados pela Namco estão entre os mais bem vendidos e aclamados da história dos jogos eletrônicos, com a empresa sendo considerada uma das mais importantes e influentes.

## História

### Origens

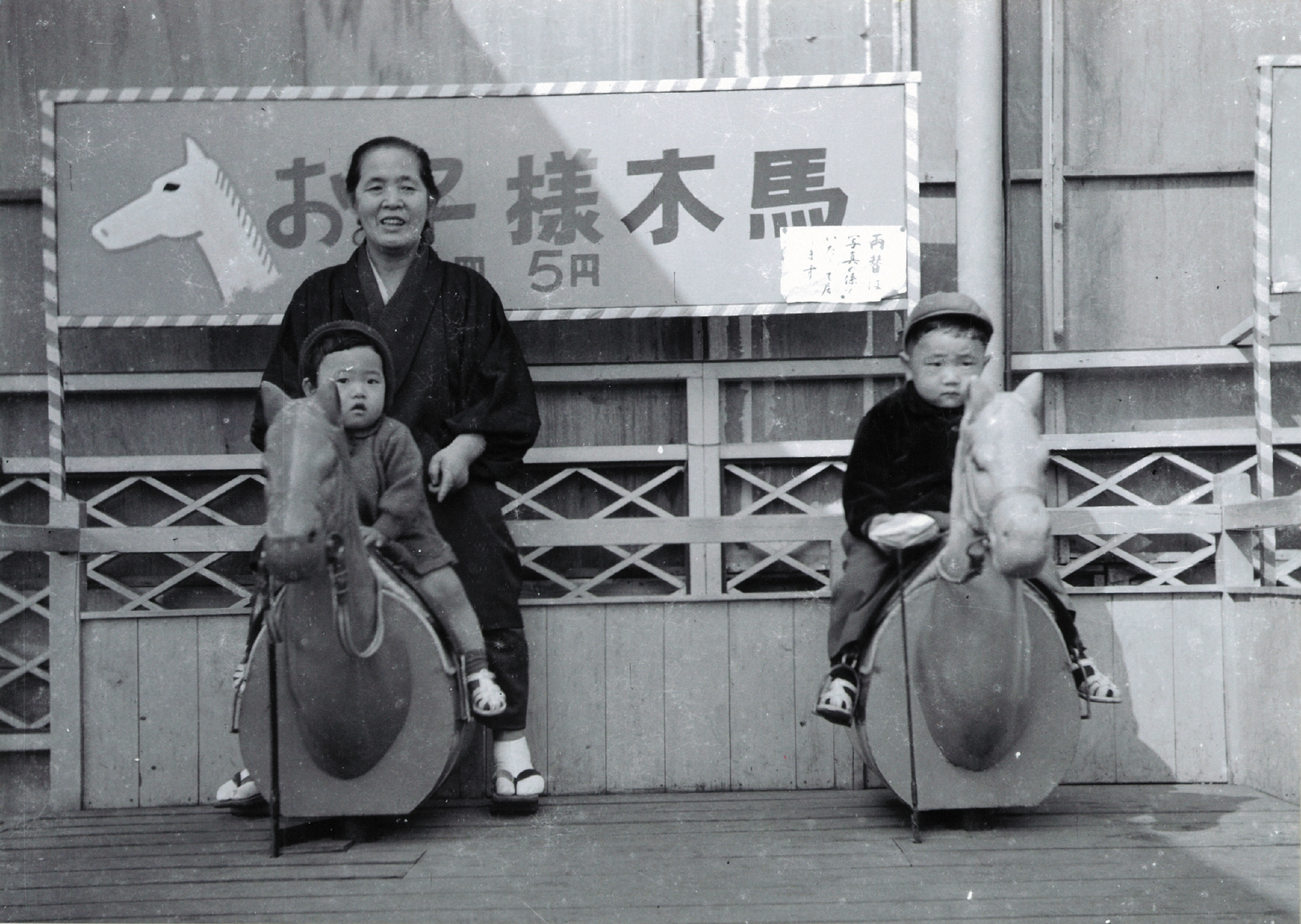
Os dois primeiros cavalos mecânicos instalados pela Nakamura Seisakusho

A Nakamura Seisakusho Co., Ltd. foi fundada em 1º de junho de 1955 em Tóquio, por Masaya Nakamura. Era filho de um dono de um negócio de conserto de espingardas, porém as dificuldades econômicas pós-Segunda Guerra Mundial o impediram de arranjar o emprego desejado, na construção naval. Nakamura assim fundou sua própria companhia depois dos negócios de seu pai terem encontrado sucesso na produção de armas de pressão. Ele tinha um caixa equivalente a doze mil dólares e usou esse dinheiro em dois cavalos mecânicos que instalou no jardim terraço de uma loja de departamentos Matsuya em Yokohama. Os cavalos foram populares com as crianças e renderam bons lucros para Nakamura, que começou a se expandir para outros locais menores. Os negócios foram reorganizados em 1959, quando a empresa mudou seu nome para Nakamura Manufacturing Company. A loja de departamentos Mitsukoshi percebeu o sucesso dos negócios de Nakamura em 1963 e o abordou sobre a ideia de projetar um pequeno parque de diversões para o telhado de uma de suas lojas em Nihonbashi. O resultado foram cavalos mecânicos, máquinas de visualização de imagens e um lago de pescaria, com a peça central sendo um trem chamado Roadaway Race. O espaço foi um grande sucesso e levou a Mitsuokishi a pedir parques similares para os terraços de todas as suas lojas.
A Nakamura Manufacturing se tornou, junto com a Taito, a Rosen Enterprises e a Nihon Goraku Bussan, uma das principais empresas japonesas do ramo de brinquedos de diversão. A medida que os negócios cresciam, a companhia usou sua influência para comprar máquinas de diversão a granel de outros fabricantes com desconto, depois vendendo-as para pontos de venda menores a preço total. As máquinas vendiam bem, porém a Nakamura Manufacturing não tinha as linhas de produção e redes de distribuição que seus competidores possuíam, o que deixava a produção mais demorada e cara. A empresa não conseguia colocar suas máquinas dentro de lojas, pois outras produtoras já detinham os direitos de exclusividade para esses locais. A Nakamura Manufacturing abriu uma fábrica própria em fevereiro de 1966 e mudou seu escritório corporativo para um prédio de quatro andares em Ōta. A companhia na mesma época firmou um acordo com a Walt Disney Productions para produzir brinquedos infantis temáticos dos personagens desta, além daqueles de personagens de animes populares, como Obake no Q-Tarō. Isto permitiu a expansão das operações e faz da empresa uma das principais forças do mercado de entretenimento a fichas do Japão. A fábrica era dedicada quase que exclusivamente para os brinquedos da Disney e de animes, porém a companhia também a usou para construir jogos mecânicos maiores e mais elaborados. O primeiro foi Torpedo Launcher, uma galeria de tiro de guerra submarina posteriormente remeada de Periscope. Outros de seus produtos incluíram jogos de pistolas de luz temáticos de Ultraman e mesas de pinball com personagens de Osomatsu-kun.
O nome Namco apareceu pela primeira vez em 1971 como marca para várias de suas máquinas, sendo uma abreviatura de Nakamura Manufacturing Company. A empresa cresceu e tinha dez funcionários, incluindo o próprio Nakamura. Ela continuou a gozar de sucesso com seus brinquedos, que também estavam sendo instalados em boliches e mercearias. A companhia também estabeleceu uma divisão de robótica com o objetivo de produzir robôs para centros de entretenimento e festivais, incluindo modelos que distribuíam panfletos, amarravam laços e um chamado de Putan que solucionava labirintos pré-fabricados.
A empresa norte-americana Atari começou a estabelecer divisões na Ásia em meados de agosto de 1973, com uma delas sendo a Atari Japan. Kenichi Takumi, seu presidente, abordou Nakamura no início de 1974 sobre a Nakamura Manufacturing se tornar a distribuidora da Atari no Japão. Nakamura concordou com a ideia, pois já estava planejando uma expansão global devido ao sucesso de sua empresa. A Atari Japan estava em um desastre financeiro, parcialmente causado por roubos realizados por um funcionário, tendo quase ruído logo em seus primeiros anos de operação. Takumi parou de aparecer para trabalhar e a presidência da companhia foi passada para Hideyuki Nakajima, um ex-funcionário da Japan Art Paper Company. Nolan Bushnell, co-fundador da Atari, que também estava com dificuldades financeiras nos Estados Unidos, escolheu vender a divisão japonesa. Ron Gordon, seu faz-tudo, recebeu a tarefa de encontrar um comprador para a Atari Japan. A Sega e a Taito recusaram as ofertas, porém Nakamura a aceitou por 1,18 milhões de dólares; entretanto, ele informou Bushnell que sua empresa não seria capaz de pagar o dinheiro dentro do prazo. Como não haviam outros compradores disponíveis, Bushnell permitiu que Nakamura pagasse 550 mil dólares e depois pagamentos anuais de 250 mil dólares por três anos. Essa aquisição permitiu que a Nakamura Manufacturing distribuísse os títulos da Atari no Japão, ajudando a impulsionar a empresa para a posição de uma das maiores do país no ramo de arcades.
A compra da Atari Japan não foi um sucesso imediato, em parte devido ao crescimento de popularidade de jogos de moedas. A Nakamura Manufacturing conseguiu alguns sucessos com importações como Tank, da Kee Games, porém a queda de popularidade da indústria japonesa de jogos eletrônicos não os fez tão rentáveis. O mercado ficou mais viável quando o governo japonês impôs restrições aos jogos de moedas em 1976, com a Nakamura Manufacturing conseguindo lucros mais altos. A importação de Breakout, da Atari, foi tão bem-sucedida que levou a um aumento na pirataria na indústria. A empresa já era uma das principais japonesas do ramo no final daquele ano.

### Sucesso nos arcades
A Nakamura Manufacturing mudou seu nome corporativo para Namco Limited em junho de 1977. Ela inaugurou uma divisão em Hong Kong chamada Namco Enterprises Asia, que administrava centros de arcades e diversão. A presença da companhia no Japão estava crescendo, assim Nakajima sugeriu a abertura de uma divisão nos Estados Unidos com o objetivo de aumentar a notoriedade da marca mundialmente. Nakamura concordou com a ideia e estabeleceu a Namco America no dia 1º de setembro de 1978, sediada em Sunnyvale, na Califórnia. Nakajima foi nomeado seu presidente e Satashi Bhutani o vice-presidente, com o objetivo da divisão sendo importar e licenciar jogos para companhias como a Atari e a Bally Manufacturing. A Namco America também lançou por conta própria alguns jogos eletrônicos, como Shoot Away.
A indústria dos jogos eletrônicos prosperou no Japão durante a década de 1970 com o lançamento de Space Invaders, da Taito, assim a Namco virou sua atenção para o desenvolvimento de jogos eletrônicos. Os jogos licenciados da Atari ainda eram rentáveis, porém as vendas estavam caindo e a qualidade do hardware usado deteriorando. Seguindo a sugestão do engenheiro Shigekazu Ishimura, a Namco modificou sua fábrica em Ōta para uma pequena divisão de jogos e comprou computadores da NEC para seus funcionários estudarem. A empresa lançou Gee Bee, seu primeiro jogo original, em outubro de 1978. Ele foi projetado pelo recém contratado Toru Iwatani, sendo um jogo pinball que incorporava elementos de Breakout. Gee Bee não conseguiu alcançar as expectativas de vendas da companhia e não conseguiu competir com títulos como Space Invaders, mas mesmo assim permitiu que a Namco ganhasse uma posição mais firme no mercado de jogos eletrônicos. A Namco publicou seu primeiro sucesso, Galaxian, em 1979, tendo sido um dos primeiros jogos a incorporar gráficos coloridos RGB, bônus de pontos e um modelo baseado em ladrilhos. Galaxian é considerado historicamente significativo por essas inovações, além de por suas mecânicas que tinham Space Invaders como base. O jogo foi lançado na América do Norte pela Midway Manufacturing, a divisão de jogos eletrônicos da Bally, onde tornou-se um dos títulos mas bem-vendidos e formou uma relação de negócios entre a Midway e a Namco.

Pac-Man, o mascote da Namco desde sua estreia em 1980

O gênero de tiro espacial tornou-se onipresente até o final da década, com jogos como Galaxian e Space Invaders tornando-se presenças comuns na maioria dos centros de diversão japoneses. A base de jogadores era predominantemente masculina, pois os títulos frequentemente mostravam a morte de inimigos e envolviam atirar contra diferentes alvos. Iwatani assim começou a trabalhar em um jogo de labirinto que tinha mulheres como seu público alvo, possuindo uma jogabilidade simples e personagens marcantes. Ele, junto com uma equipe pequena, criou um título chamado Puck Man, em que os jogadores controlavam um personagem que comia pontos dentro de um labirinto, ao mesmo tempo que evitava quatro fantasmas que o perseguiam. Puck Man foi testado no Japão em 22 de maio de 1980, enquanto o lançamento em grande escala ocorreu em julho. O jogo foi apenas um sucesso moderado, pois os jogadores estavam mais acostumados com a jogabilidade de tiro de Galaxian, que era bem diferente do estilo de jogabilidade e personagens distintos de Puck Man. O jogo foi lançado no exterior em novembro com o nome de Pac-Man. A simplicidade e personagens abstratos de Pac-Man fizeram com que se tornasse uma presença constante na cultura popular, estabelecendo uma franquia midiática multimilionária.
A Namco lançou vários jogos de sucesso na primeira metade da década de 1980. Ela publicou Galaga, sequência de Galaxian, em 1981, título que foi aclamado pela crítica, superando a popularidade de seu predecessor com sua ação rápida. Em 1982 ocorreu a estreia de Pole Position, um jogo eletrônico de corrida que foi o primeiro a utilizar um autódromo real, o Fuji Speedway, e ajudou a estabelecer as fundações do gênero. Dig Dug foi lançado no mesmo ano, sendo um título que permitia que os jogadores criassem seus próprios labirintos. O maior sucesso da Namco pós-Pac Man foi Xevious, de 1983, um jogo de tiro vertical projetado pelo recém-contratado Masanobu Endō. O título usava imagens pré-renderizadas, tinha chefões e um mundo coeso, tornando-se um sucesso estrondoso no Japão, quebrando recordes de vendas que tinham sido estabelecidas por Space Invaders. O sucesso do jogo levou a mercadorias, torneios e o primeiro álbum da trilha sonora de um jogo eletrônico. A Namco, no mesmo ano, lançou Mappy, um dos primeiros títulos de plataforma, além de Pole Position II. Endō projetou The Tower of Druaga em 1984, um jogo de labirinto que ajudou a estabelecer o conceito do RPG eletrônico de ação. O projeto de The Tower of Druaga influenciou outros jogos, como The Legend of Zelda. Em 1984 também ocorreu a estreia de Pac-Land, um jogo de plataforma temático de Pac-Man que precedeu títulos similares, como Super Mario Bros.; além de Gaplus, um atualização moderadamente bem-sucedida de Galaga. O sucesso dos jogos de arcade da Namco levaram a empresa a lançar sua própria revista, a Namco Community Magazine NG, com o objetivo de permitir que os fãs se conectassem com os desenvolvedores.

### Sucesso nos consoles

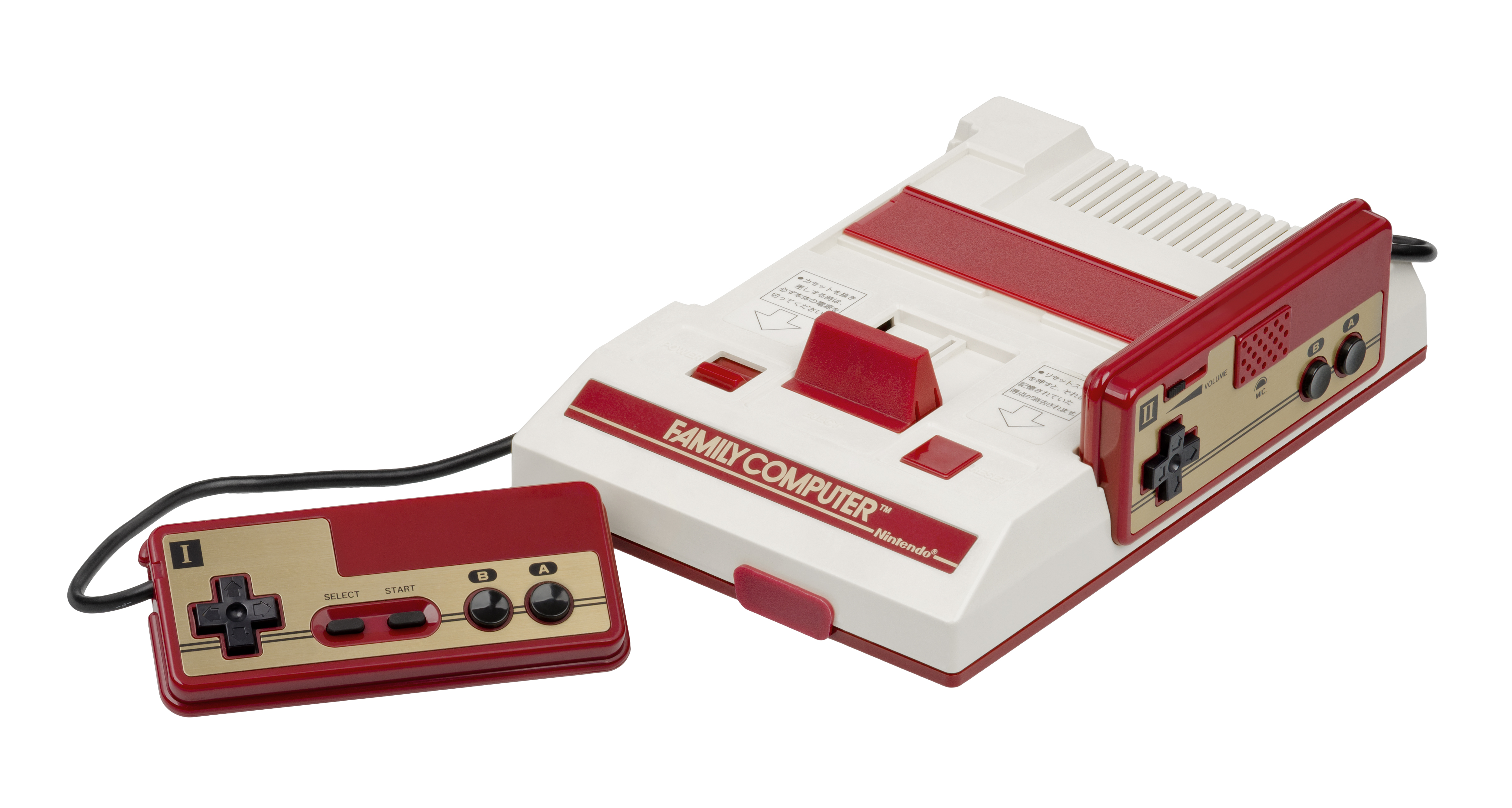
A Namco se tornou uma das primeiras desenvolvedoras terceirizadas para Family Computer, da Nintendo, com conversões de seus títulos de arcade ajudando a aumentar as vendas do sistema

A Nintendo lançou, em julho de 1983, o Family Computer, um console de jogos eletrônicos que utilizava cartuchos intercambiáveis para se jogar os jogos. A estreia do console veio com conversões de alguns dos títulos mais populares da Nintendo nos arcades, como Donkey Kong, que na época foram considerados de alta qualidade. A Namco reconheceu o potencial do sistema de permitir que os consumidores jogassem versões fiéis de seus jogos, porém a empresa escolheu não seguir em frente com a ideia de imediato, pois conversões de seus títulos para outras plataformas, como o Sord M5, tinham fracassado. Enquanto isso, Nakamura sugeriu que Shigeichi Ishimura, seu genro, trabalhasse com uma equipe para realizar engenharia reversa e estudar o Family Computer. A equipe criou uma conversão de Galaxian com seu conhecimento recém-adquirido das capacidades do console, que em muito excedia a qualidade de seus lançamentos domésticos anteriores. A conversão foi apresentada a Hiroshi Yamauchi, o presidente da Nintendo, junto com uma notificação de que a Namco tinha a intenção de lançar o jogo com ou sem a aprovação da Nintendo. A demonstração da Namco proporcionou o ímpeto da Nintendo para a criação de seu programa de licenciamento. A Namco assinou um contrato de cinco anos que incluía várias cláusulas favoráveis, incluindo a capacidade de produzir seus próprios cartuchos.
Uma subsidiária chamada Namcot foi estabelecida em 1984 para atuar como a divisão de jogos para consoles. Seus quatro primeiros títulos foram lançados em setembro: Galaxian, Pac-Man, Xevious e Mappy. Xevious vendeu mais de 1,5 milhões de unidades e tornou-se o primeiro "aplicativo matador" do Family Computer. A Namcot também publicou jogos para o MSX, um computador pessoal popular no Japão. As conversões da Namco de seus jogos de arcade eram consideradas de alta qualidade e ajudaram a aumentar as vendas do console. A Namcot foi bem-sucedida financeiramente e tornou-se um pilar importante dentro da empresa; quando, em 1985, a Namco mudou sua sede para Ōta, ela usou os lucros gerados pela conversão de Xevious para financiar a construção, com o edifício recebendo o apelido de "Xevious" por causa disso.
A crise dos jogos eletrônicos de 1983 terminou em 1985 com o lançamento do Nintendo Entertainment System; a Atari nessa época já tinha ruído. A empresa enfrentara várias dificuldades financeiras e perdido seu controle da indústria, com sua empresa-mãe, a Warner Communications, tendo vendido as divisões de computadores pessoais e consoles domésticos para Jack Tramiel, que renomeou sua própria companhia de Tramel Technology para Atari Corporation. A Warner permaneceu com as divisões de arcade e software, que foram renomeadas para Atari Games. A Namco America comprou sessenta por cento da Atari Games em 4 de fevereiro de 1985, por meio da sua subsidiária AT Games, com a Warner ficando com quarenta por cento. A aquisição deu à Namco os direitos exclusivos para a distribuição dos jogos da Atari no Japão.
Nakamura começou a perder o interesse e a paciência com a Atari Games pouco depois da aquisição. Ele enxergou a Atari como uma competidora da Namco, assim hesitou em colocar dinheiro e recursos na empresa. Nakamura também não gostava de ter que dividir a propriedade com a Warner, temendo perder o controle da Atari e levar a Namco à falência. Nakajima ficou frustrado com as tentativas de Nakamura de divulgar os jogos da Atari no Japão, discordando frequentemente sobre os rumos da empresa. A Namco America considerou a aquisição um fracasso e vendeu 33% de sua participação na Atari Games em 1987 para um grupo de funcionários desta empresa, liderados por Nakajima. Isto levou Nakajima a deixar a Namco America e se tornar o presidente da Atari Games. Ele estabeleceu a Tengen, uma publicadora que desafiou as restrições de licenciamento da Nintendo ao lançar vários jogos não-licenciados, incluindo conversões de títulos de arcade da Namco. Essa liquidação fez da Atari Games uma empresa independente, porém a Namco continuou a reter uma participação minoritária e Nakamura manteve sua posição como membro do conselho até meados de 1988.

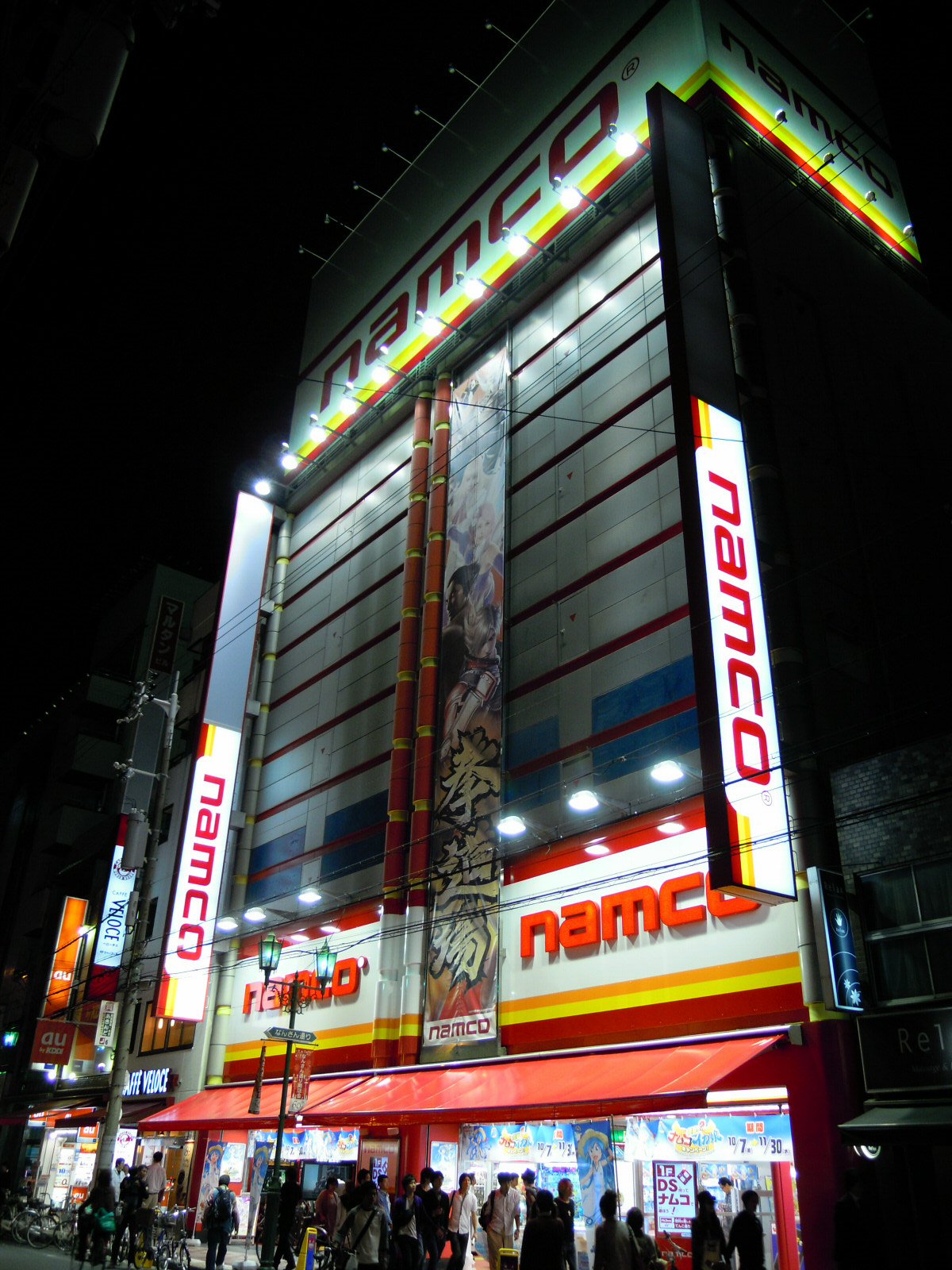
Um arcade da Namco em Osaka

A Namco continuou a crescer muito no Japão. Ela publicou Pro Baseball: Family Stadium para o Family Computer, que foi muito bem recebido e vendeu mais de 2,5 milhões de cópias. Sua sequência, Pro Baseball: Family Stadium '87, vendeu mais duas milhões de unidades. A Namco entrou na indústria dos restaurantes em 1986 ao adquirir a rede de cafés Italian Tomato. Ela também lançou Sweet Land, uma popular máquinas de prêmios temáticas de doces. Um dos maiores sucessos da Namco nessa época foi o jogo de corrida Final Lap, de 1987, creditado como o primeiro título de arcade a permitir que várias máquinas fossem conectadas juntas. Final Lap foi um dos jogos mais rentáveis da época no Japão, permanecendo entre os mais vendidos até o fim da década.
O contínuo sucesso da Namco nos arcades proporcionou o dinheiro e recursos necessários para sua divisão de arcades financiar seus departamentos de pesquisa e desenvolvimento. Dentre suas primeiras criações estava o jogo de tiro de helicóptero Metal Hawk, de 1988, instalado em um gabinete com simulador de movimento. Seus altos custos de desenvolvimento impediram que fosse produzido em massa. A maioria dos esforços da Namco em arcades com movimentação não foram comercialmente bem-sucedidos, porém ela mesmo assim permaneceu interessada no conceito e começou a projetar títulos em uma escala maior. A companhia se envolveu na produção cinematográfica em 1988, quando distribuiu o filme Mirai Ninja: Keigumo Kinin Gaiden, com um jogo eletrônico baseado no filme coincidindo com o lançamento. A Namco no mesmo ano desenvolveu o beat 'em up Splatterhouse, que chamou atenção por se focar em sangue e desmembramento de inimigos, e também Gator Panic, um derivado de Whac-A-Mole que tornou-se uma presença constante em arcades e centros de diversão japoneses. A empresa revelou em 1989 seu sistema de arcade Namco System 21, uma das primeiras placas de arcade a utilizar gráficos verdadeiramente tridimensionais e poligonais. Ela foi apelidada de "Polygonizer", sendo demonstrada com seu jogo de corrida Winning Run. Seu gabinete de arcade balançava e virava a medida que o jogador dirigia, tendo sido considerado "um avanço em termos de técnicas de programação" e chamado muita atenção da imprensa. Winning Run foi um sucesso comercial e convenceu a Namco a continuar a desenvolver hardwares para títulos tridimensionais. Arcades sob a marca da Namco continuaram a abrir no Japão e mundo à fora, incluindo a rede Play City Carrot.

### Expansão
A Namco continuou a gozar de sucesso no mercado consumidor de jogos como resultado do enorme sucesso do Family Computer na década de 1980. Vendas de jogos para o Family Computer e Nintendo Entertainment System compunham quarenta por cento da renda anual da empresa. O contrato da Namco com a Nintendo expirou nesse período; quando a Namco tendou renovar sua licença, a Nintendo resolveu revogar a maioria dos termos preferenciais originalmente permitidos. Yamauchi insistiu que todas as companhias, incluindo a Namco, deveria seguir as mesmas regras. Isto enfureceu Nakamura, que chegou a anunciar que sua empresa abandonaria os consoles da Nintendo e focaria no desenvolvimento de jogos para sistemas competidores, como o PC Engine, da Hudson Soft. Os executivos da Namco resistiram contra a ideia, temendo que isto impactaria as finanças da companhia negativamente. A Namco acabou assinando uma renovação com a Nintendo, mesmo com as objeções de Nakamura. A empresa continuou a produzir títulos para os consoles da Nintendo, porém a maioria de seus lançamentos de qualidade ocorreram para o PC Engine e para o Mega Drive.
Foi relatado em 1989 que a Namco estava desenvolvendo seu próprio console de jogos eletrônicos que tinha como objetivo competir com empresas como a Nintendo e a NEC. A revista norte-americana Electronic Gaming Monthly afirmou que o sistema estava quase finalizado e teria um hardware comparável ao Super Famicom, da Nintendo, que na época estava prestes a ser lançado. O engenheiro Yutaka Isokawa disse que o console foi produzido para competir com o Mega Drive, produzido pela Sega, uma das principais rivais da Namco nos arcades. O mercado de consoles estava saturando com sistemas de diferentes companhias, assim as publicadoras não tinham certeza de como seria o desempenho de cada um. O console nunca foi lançado, porém permitiu que a Namco se familiarizasse com o projeto de um hardware doméstico.
Tadashi Manabe substituiu Nakamura na presidência da Namco em 2 de maio de 1990. Manabe era um dos diretores representativos da empresa desde 1981 e foi encarregado de fortalecer relacionamentos e éticas de trabalho em equipe na parte administrativa da empresa. A Namco dissolveu suas conexões restantes com a Atari Games dois meses depois, quando a Time Warner readquiriu os quarenta por cento de participação que a Namco America ainda detinha da Atari Games. Em troca, a Namco America recebeu a divisão de administração de jogos de arcades da Ataria, a Atari Operations, o que permitiu que a empresa operasse arcades nos Estados Unidos. A Namco Hometek foi estabelecida como a divisão de jogos de console da Namco America; as relações desta última com a Atari Games e a Tengen deixou a companhia inelegível para se tornar uma licenciada terceirizada da Nintendo, em vez disso dependendo de publicadoras como a Bandai para lançar seus títulos na América do Norte. A Namco desenvolveu no Japão duas atrações em parques de diversões, que foram demonstradas na Exposição Internacional de Jardinagem e Vegetação de 1990: Galaxian3: Project Dragoon, um jogo de tiro tridimensional nos trilhos que podia acomodar até 28 jogadores, e também um brinquedo baseado em The Tower of Druaga. Os engenheiros da Namco, a partir do conceito de jogos eletrônicos de "hiper-entretenimento" da empresa, esboçaram ideias para um possível parque temático baseado nas experiências da companhia no projeto e operação de de áreas fechadas de diversões e complexos de entretenimento. Ambas as atrações foram sucessos comerciais e ficaram entre as exibições mais populares da exposição. Nos arcades, a Namco lançou Starblade, um jogo de tiro nos trilhos que se destacou por sua apresentação cinematográfica.
A Namco inaugurou seu próprio parque temático em fevereiro de 1992, o Wonder Eggs, que ficava localizado na área de Futako-Tamagawa do distrito de Setagaya, em Tóquio. O parque foi descrito como um "centro de diversão urbano" e foi o primeiro de seu tipo operado por uma empresa de jogos eletrônicos. Além de Galaxian3 e The Tower of Druaga, Wonder Eggs também tinha jogos de carnaval, carrosséis, simuladores de movimento e também Fighter Camp, o primeiro simulador de voo disponível para o público. O número de visitantes do parque era regularmente alto; quinhentas mil pessoas o visitaram durante seus primeiros meses de operação, com mais de um milhão até o final do ano. A Namco criou o parque pelo interesse em projetar um parque temático inspirado na Disneyland que também teria os mesmos tipos de histórias e personagens presentes em seus jogos. Wonder Eggs contribuiu com 34% do aumento de lucro da Namco em dezembro de 1992. A empresa também projetou parques temáticos menores e em ambiente fechado para seus grandes complexos de entretenimento ao redordo Japão, como Plabo Sennichimae Tenpo em Osaka.